# Stadion BC Place
BC Place je višenamjenski stadion u Vancouveru, pokrajina Britanska Kolumbija, Kanada. Izgrađen je 1983. Kada je bio izgrađen bio je to najveći stadion popunjen zrakom. Kapaciteta je 60.000 gledatelja.
Na njemu svoje domaće utakmice igra BC Lions, klub koji igra kanadski nogomet u kanadskoj prvoj ligi. 
Na ovom su stadionu održane ceremonije otvaranja i zatvaranja Zimskih olimpijskih igara 2010.